# 屋久島温泉
屋久島温泉（やくしまおんせん）は、鹿児島県熊毛郡屋久島町（旧国大隅国）尾之間にある温泉である。

## 泉質
湯そのものはサラサラした感じであるが、入浴して肌に触るとまるで石鹸をつけた体に触るようにぬるぬるした感触になる。
- アルカリ性単純温泉 （低張性・アルカリ性）
  - 源泉温度34.7℃
  - pH9.7

## 歴史
もともと「屋久島温泉」の名称は1971年開業の「国民宿舎屋久島温泉」とともに始まったが、実際は近くにある尾之間温泉からの引湯であった。2005年、国民宿舎が閉鎖・解体された跡地に「JRホテル屋久島」が新築され、このときJR九州と屋久町が共同でボーリングしたところ、ホテル近くで新たな源泉を探り当てた。

## アクセス
- 飛行機：屋久島空港よりバスで約45分。
- 高速船：安房港よりバスで約30分　宮之浦港よりバスで約60分。

## 温泉地

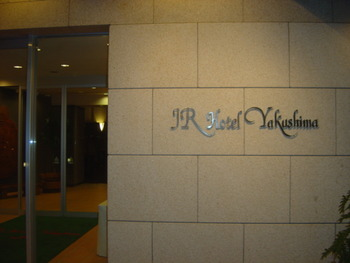
JRホテル・屋久島

前述のとおり、温泉施設としてはJRホテル屋久島の1軒のみであり、これは尾之間温泉の共同浴場から南東約1キロの谷崎鼻に位置する。よって屋久島温泉に温泉街はない。
男女それぞれの大浴場・露天風呂があり、湯船からは東シナ海から太平洋につづく大海原が一望できる。薄暮時の夕日は特に見事で、天候次第では水平線上にトカラ列島の島影を見ることが出来る。
ホテル内に設けられた施設とはいえ、宿泊客以外も利用できるように、1階に温泉専用の入り口が設けられている。泉質に特徴があり、宿泊客はもとより地元住民や屋久島登山の登山者、他の旅館・民宿の宿泊客も入浴に訪れる人気の温泉となっている。